# Instytut Badań Naukowych nad Związkiem Radzieckim
Instytut Badań Naukowych nad Związkiem Radzieckim (niem. Institut zur wissenschaftlichen Erforschung der Sowjetunion, nieoficjalnie Wannsee-Institut, nazwa kodowa Institut für Altertumsforschung) – niemiecka sowietologiczna instytucja naukowo-badawcza w okresie III Rzeszy.

## Historia
Instytut został utworzony przez Reinharda Heydricha w ramach Sicherheitsdienst (SD) w 1936. Mieścił się w willi zmarłego przemysłowca Franza Oppenheima przy ulicy Großer Wannsee, w dzielnicy Wannsee – stąd nieformalna nazwa – w Berlinie. Na początku 1937 instytut otrzymał zbiór specjalistycznych publikacji i prac naukowych skonfiskowanych przez Gestapo Bibliotece Uniwersyteckiej we Wrocławiu. Dyrektorem został gruziński emigrant Michael Achmeteli, wykładający we wrocławskim Osteuropa-Institut Breslau. SD finansowało instytut z pieniędzy skonfiskowanych Żydom.
Naukowo instytucja była podporządkowana Uniwersytetowi Fryderyka Wilhelma, skąd rekrutowano znaczną część pracowników. Wśród nich byli też Niemcy bałtyccy i biali emigranci rosyjscy. Instytut przygotowywał comiesięczne raporty dotyczące sytuacji w ZSRR, które były przedstawiane reichsführerowi SS Heinrichowi Himmlerowi. W 1940 Instytut Wannsee podporządkowano wywiadowi zagranicznemu, czyli Departamentowi VI Głównego Urzędu Bezpieczeństwa Rzeszy. W parku obok willi zainstalowano anteny, które odbierały radzieckie transmisje radiowe. Po ataku wojsk niemieckich na ZSRR (22 czerwca 1941) część pracowników naukowych przydzielono do grup operujących na podbijanych terenach.
W wyniku coraz silniejszych bombardowań Berlina przez lotnictwo alianckie instytut został przeniesiony, we wrześniu 1943, do zamku Plankenwarth koło Grazu. Ewakuacja trwała kilka miesięcy, tak że zaczął on w pełni funkcjonować dopiero na początku 1944. Nowym dyrektorem instytutu mianowano Hansa Kocha. W dotychczasowej lokalizacji utworzono komórkę organizacyjną poświęconą „pracy na Wschodzie” (Ostarbeit).
Po zakończeniu wojny materiały i dokumentacja instytutu została przekazana Organizacji Gehlena.

## Działalność
Działalność instytutu tworzyła naukowy fundament działań niemieckich na okupowanych ziemiach Związku Radzieckiego. Przejawiała się ona głównie w publikowaniu prac i broszur dotyczących różnych aspektów życia w ZSRR. Tworzyli je również naukowcy pochodzący z ZSRR, którzy podjęli kolaborację z Niemcami, jak Nikołaj Poppe. Działania instytutu skupiły się przede wszystkim na, prowadzonych pod patronatem Unternehmen Zeppelin, szkoleniach sabotażowo-dywersyjnych i wywiadowczych dla agentów rekrutujących się spośród obywateli ZSRR, którzy byli następnie przerzucani za linię frontu.